# Kluyvera ascorbata
Espèce
Kluyvera ascorbata est l'espèce type du genre bactérien Kluyvera. C'est un bacille à gram négatif de la famille des Enterobacteriaceae qui peut être un pathogène opportuniste pour l'homme.

## Description
Kluyvera ascorbata est une bactérie anaérobie facultative à Gram négatif et mobiles avec des flagelles péritriches,. Elle est catalase positive et oxydase negative. Elle peut croître sur milieu de MacConkey et fermenter le D-glucose ainsi que d'autres sucres. Elle est généralement positive au test ascorbate (97% des souches lors de la description). A de rares exceptions près (3% des souches testées), contrairement à l'espèce K. cryocrescens, elle n'est pas capable de fermenter le glucose à 5 °C.

## Habitat
Kluyvera ascorbata est présente naturellement dans l'eau et les eaux usées,. Des souches de cette espèce ont aussi été retrouvées dans de nombreux échantillons cliniques, surtout dans le tractus respiratoire supérieur et dans les crachats. Les bactéries de ce genre  peuvent provoquer des infections opportunistes chez les patients immunodéprimés.

## Taxonomie

### Étymologie
L'étymologie de cette espèce bactérienne est la suivante : pour le nom de genre Kluy’ver.a. N.L. fem. n. Kluyvera nommées ainsi  par Asai et al. (1956) pour honorer le microbiologiste hollandais Albert J. Kluyver et pour l'épithète de l'espèce a.scor.ba.ta. N.L. fem. adj. ascorbata dérivé du mot moderne désignant la molécule chimique «ascorbate» qui est elle-même dérivée du mot «ascorbic» en latin moderne formé par le a, négatif en Grec et scorbutus pour scorbut.

### Historique
Les Kluyvera ascorbata font partie du genre Kluyvera lui-même faisant partie de la famille des Enterobacteriaceae.